# لیل گوست (خواننده)
لیل گوست (انگلیسی: Lil Ghost؛ زادهٔ ۲۰ مهٔ ۱۹۹۹) خواننده، ترانه‌پرداز، رقصنده، و بازیگر اهل چین است.